# 格魯賈京
51°5′46″N 25°26′29″E / 51.09611°N 25.44139°E
赫魯賈廷（烏克蘭語：Грузятин），是烏克蘭西北部的村落，隸屬沃倫州的盧茨克區。該村面積2.21平方公里，海拔高度174米，2023年人口600，人口密度每平方公里317.19人。